# BE (BTSのアルバム)
『BE』（ビー）は、韓国で発売された男性アイドルグループBTS（防弾少年団）の5枚目のスタジオ・アルバムである。2020年11月20日に発売された。

## 収録曲
1. Life Goes On（タイトル曲）
2. Fly To My Room（SUGA、J-HOPE、V、JIMINのユニット曲）
3. Blue & Grey
4. Skit
5. Telepathy
6. Dis-ease
7. Stay（RM、JIN、JUNG KOOKのユニット曲）
8. Dynamite（先行発売されたデジタルシングル）